# Kristian Lilholt
 Der er for få eller ingen kildehenvisninger i denne artikel, hvilket er et problem. Du kan hjælpe ved at angive troværdige kilder til de påstande, som fremføres i artiklen.

Kristian Lilholt (født 27. juli 1956) er en dansk komponist, musiker og sangskriver. Han debuterede på plade i 1976, hvor hans melodi til forfatteren Ole Wivels tekst Bro Bro Brille blev indspillet af gruppen Kræn Bysted's. I 1984 udkom hans første album med eget materiale: Man Kan Ikke Gemme Solen Under En Sten. Der er foreløbig udkommet 11 album i eget navn , samt de store tværkunstneriske projekter Land og Stille Flyder Livet. Kristian Lilholt har også skabt konceptet Kur uden ord - Badet i lyd, hvor han livespiller sin kendte og elskede instrumentalmusik, mens publikum ligger i behagelige hvilestole, og lader musikken føre tanker og følelser på uforstyrret langfart. Kristian Lilholt har også komponeret musikken til nogle af broderen Lars Lilholts mest kendte sange: Café Måneskin, Den Hvide Dværg, Kong Pukkelrygs Land, Nefertititi, Hvor Går Vi Hen Når Vi Går m.fl. og spillede med i Lilholt Band fra 1983-2004. Kristian Lilholt er en dygtig entertainer, som evner at kommunikere frit og utvungent med sit publikum under mottoet: "kommunikation i øjenhøjde, musik med højt til loftet".

## Starten
Kristian Lilholt blev født i et hjem med klaver, og hvor den første pasning uden for hjemmet var en musikalske legestue i Aalborg. Her fik man en blokfløjte i munden ved indskrivningen, og der var obligatorisk morgensang. Senere, da skolen begyndte, fortsatte han i nogle år med guitarundervisning i legestuens regi, indtil tidens nye rytmer fik fat i knægten, og udkonkurrerede den klassiske tilgang til guitarspillet. Han havde et veludviklet gehør. Havde han hørt en sang i radioen eller fra hjemmets grammofon, gik der ikke lang tid før han selv kunne spille med. Der blev dannet forskellige bands i boligforeningen, og de fik lov at larme i en garage under selskabslokalerne. Som den sopransyngende, og godt guitarspillende lillebror, blev Kristian introduceret for bror Lars Lilholts gymnasievenner, og blev medlem af deres band, og sammen med dem spillede han for første gang offentligt for et publikum. Da Lars Lilholt flyttede hjemmefra blev Kristian ved med at spille med hans noget ældre venner, og sugede til sig når der blev arrangeret og lavet korstemmer. Dette band nåede en 2.plads i Ekstra Bladets pladechance i Holstebrohallen i 1972.
Da Kristian selv kom i gymnasiet året efter, kom der for alvor gang i at skabe musik selv. Han blev et omdrejningspunkt i en kreativ klike, der selv skrev revy og skoleforestilling, og al musik til disse forestillinger skrev Kristian. Hver fredag til morgensang var scenen fri hvis nogen ville underholde, og her blev Kristian en flittig performer, ofte med eget materiale. Han fandt ud af at han kunne noget med melodier. Adskillige digte af Tom Kristensen, Ole Wivel, Morten Nielsen m.m.fl. blev sat i musik og opført.
En af dem der var med i ”holstebrohalbandet”, Bramwell Flyckt Lindblad, havde helt fra første møde taget den ”lille lort” Kristian alvorligt, og inviterede ham hjem til sig, for at spille og skrive sange. Efter gymnasiet dannede de bandet ”Marens Børn”, hvori også Kristians søster Tine Lilholt var med. Med eget originalt materiale på dansk blev Marens Børn ”store” i Aalborg sidst i 70'erne, og spillede også job rundt om i landet. Flere gange var der seriøse forhandlinger om pladekontrakt, men det blev ved lige ved og næsten.

## Til København og Lilholt Band
Efter Marens Børn blev Kristian inviteret med i bandet ”Joila”, der havde fået udgivet deres debutalbum. Bandet trængte til noget kreativt input, og i løbet af kort tid havde Kristian fornyet bandets repertoire. Med det nye materiale kom der vind i sejlene, og i 1981 havde bandet mange job, og succesfulde optrædener på Roskilde, Midtfyns og Skanderborgfestival.
Men kemien holdt ikke, og Joila gik i sig selv. Kristian samlede de musikere i Aalborg han helst ville spille med, og lavede nogle demooptagelser. Da disse musikere ikke ønskede at være med i et fast band, besluttede Kristian i 1982 at flytte fra Aalborg til København. Samtidig fik han jobbet at producere bror Lars Lilholts første soloalbum, der blev indspillet i sommeren 82, og tog med ham ud at præsentere pladen, sammen med Gert Vincent, Tine Lilholt og Tommy Kejser. Lilholt Band var dermed en realitet.

## Første soloplade
I forsommeren 1983 fik Kristian Lilholt sin første pladekontrakt. Han kunne vælge studie, tekniker og producer, og kunne indspille den musik han havde lyst til. Det blev til albummet Man kan ikke gemme solen under en sten. Musikerne var alle fra miljøet i Aalborg: Lars Holm, bas, Troels Skovgaard, guitar og Per Vinther, trommer og danske tekster (alle ex-Joila), samt Klaus Thrane, trommer, og Jakob Mygind, solistiske indslag på saxofon (begge fra bandet COMA).
Albummet udkom i foråret 1984, og et år senere udkom Der er et yndigt land. Troels var skiftet ud med en etableret københavner Finn Olafsson (ex ACHE). Nils Torp (Kliché, Souvenirs) var producer, og det blev starten på et længerevarende samarbejde, der nogle år senere trak Nils med over i udviklingen af Lars Lilholt Band, hvor også Klaus Thrane blev medlem.
Med støtte fra Nils Torp, færdiggjorde Kristian i 1986-87 en mængde musik uden ord, i en langsom, dvælende, verdensmusikagtig stemning. Dette projekt blev til ChairInAir, der blev udgivet i foråret 1988.
ChairInAir blev efterfulgt af The Second Return' (1991), Beyond the Horizon' (1996), Next Summer (1998), og Coincidance (2000). Sideløbende er det blevet til adskillige album med Lars Lilholt Band, hvor Kristian leverede melodier til mange af de store hits: Kong Pukkelryg, Den Hvide Dværg, Cafè Måneskin, Nefertiti, Hvor Går Vi Hen Når Vi Går m. fl.
Kristian forlod Lars Lilholt Band i januar 2005 for at fokusere på sin solokarriere, og udgav i september samme år albummet Vejen Videre, blandt andet med duetter med Anne Dorte Michelsen.
Her Og Langt Væk udkom i 2006, og I 2009 udkom dobbeltalbummet Our Song, med Ida Friis Virenfeldt som solist. Sangene var skrevet sammen med englænderen Brian Patterson. Flere nye Lilholt/Patterson sange på engelsk blev til albummet Weekend i samarbejde med det australske jazzpunk band The Hoodangers, og som udkom året efter i 2010.
I 2011 realiserede Kristian projektet LAND, som han fik ideen til i 2006. Med udgangspunkt i billedkunstner Carsten Franks 8 store ekspressive landskabsmalerier blev det en rejse gennem årstidernes danske landskaber i musik, lyrik, malerier og film. LAND-boksen solgte 30.000 eksemplarer.
I 2013 fik Kristian ideen til multimedieshowet Stille Flyder Livet: en bys historie fra istid til nutid, hvor musik, dans, historiefortælling, film, stills og projektorkunst på bygninger skulle arbejde sammen til en større helhed.
I 2016 udgav Kristian den dobbelte 2016 udgivelse, der indeholdt en 40 siders rigt illustreret bog med 2 indlagte musikalbum med nye sange på dansk og ny instrumentalmusik.